# Aristolochia samanensis
Aristolochia samanensis är en piprankeväxtart som beskrevs av Otto Christian Schmidt. Aristolochia samanensis ingår i släktet piprankor, och familjen piprankeväxter. Inga underarter finns listade i Catalogue of Life.